# Чёрный бор (налог)
Чёрный бор — чрезвычайный (нерегулярный) налог, собиравшийся великими князьями Московскими в Новгородской республике в первой трети XIV — третьей четверти XV века в связи с необходимостью платить увеличенный ордынский выход.

## Происхождение термина
Слово «бор» вообще означало в древнерусском языке «побор», «подать». Определение же «чёрный» связывается либо с понятием «чёрные люди» (указание на налогоплательщиков), либо с предположением, что первоначально налог выплачивали шкурками чёрных куниц: такие платежи назывались «чёрными» в отличие от платежей «белым» серебром. Однако как минимум ко временам правления Василия II чёрный бор определялся в серебряных гривнах.

## Объект налогообложения и порядок взимания
Чёрный бор взимался с земли (с «сохи по гривне») и с промыслов, причём к сохе как единице обложения приравнивался чан кожевнический, невод, лавка, кузница, а ладья и црен — к двум сохам. В 1341 году сборы с одного только Торжка составили 1000 рублей (для сравнения: в 1390 году общая сумма ордынского выхода с Великого княжества Московского, Галицкого и Дмитровского княжеств, Великого княжества Владимирского составляла 5000 рублей).
Из свидетельств источников можно сделать вывод, что чёрный бор собирался не ежегодно, а через известное количество лет или даже однократно при каждом новом князе, в обычной ситуации исключительно с Новоторжских волостей, и что князья, получившие этот налог при вокняжении, в стеснённых обстоятельствах обращались к Новгороду с просьбой о новом чёрном боре, или, пользуясь благоприятными обстоятельствами, требовали его в виде наказания за какие-нибудь причинённые обиды и силой оружия заставляли платить бор не одну Новоторжскую волость, а всю Новгородскую землю.
По мнению В. Л. Янина, выделение Новоторжской волости исторически объяснимо, поскольку это был единственный район Новгородской земли, подвергшийся во время монголо-татарского нашествия военному вторжению. В то же время великие князья демонстрируют неудовлетворённость объёмом выхода, полагая, по-видимому, что «старина» не учитывает территориального увеличения новгородских владений после выделения Торжка в кормление. Вероятно, и повторные взятия чёрного бора в 1340, 1386 и 1393 годах распространялись на другие новгородские волости. В 1386 году новоторжская рать даже участвует в походе против Новгорода.
Собирали чёрный бор великокняжеские сборщики, называвшиеся «борцами» или «черноборцами».

## История
Одно из первых упоминаний чёрного бора содержится в так называемой Коми-Вымской летописи. Под 1333 годом в ней имеется следующая запись: «Лета 6841. Князь великий Иван Данилович взверже гнев свой на устюжцов и на ноугородцов, почто устюжци и ноугородци от Вычегды и от Печеры не дают чорный выход ордынскому царю, и дали князю Ивану на черный бор Вычегду и Печеру, и с тех времян князь московской начал взымати дани с пермские люди».
В 1340/1341 году Симеон Гордый послал в Торжок бояр «дани брати»; к новоторам пришли на помощь новгородцы и посадили московских бояр в заключение, так как они начали «силно деяти», хотя великий князь официально ещё даже не сел на новгородский стол. Ожидая нападения Москвы, новгородцы, бывшие в Торжке, просили ещё помощи из Новгорода, но новгородская чернь воспротивилась этому. Тогда новоторы, освободив московских бояр, восстали на новгородских как вызывающих на них гнев великого князя. Новгородцы вынуждены были просить мира: «докончали по старым грамотам» и дали великому князю чёрный бор не только с Торжка, но и со всей Новгородской земли.
Очередной конфликт из-за чёрного бора возникает в 1385 году: «В лето 6892... Той зимы приехаша от князя Дмитриа с Москвы боляре его черного бора брать по Новгородцким волостем: Феодор Свибло, Иван Уда, Олександр Белевут и инии боляре. И тогда ездеша бол яре Новгородцкии на Городище тягатся с княжими боляре о обидах, и тюбегоша с Городища на Москву Свиблова чадь, а об обидах неправы не учинив, а инии осташася Низовци в городи добирати черного бору. В лето 6893 Василеи Дмитриевичь ходи в орду…». Московский летописный свод конца XV века о том же событии сообщает: «В лето 6892... Toe же весны бысть велика дань тяжела по всему великому княженью, всякому без отдатка со всякые деревни по полтине, тогда же и златом даваше в Орду, а с Новагорода с Великово взя князь великий тогда черной бор».
В 1391 году в Новгород приехал митрополит Киприан и потребовал себе права митрополичьего суда, принадлежавшего прежним митрополитам, но уничтоженного новгородцами в 1385/1386 году, и получил отказ, вследствие чего в 1392 году великий князь потребовал от Новгорода чёрного бора, княжчин (княжеских пошлин) и церковной подсудности митрополиту и также получил отказ. Успешные действия московских войск заставили новгородцев привезти в Москву чёрный бор с новгородских волостей.
Снова чёрный бор упоминается только под 1437 годом: «Прииха в Новъгород с Москве, от князя великаго Василья Васильевича, князь Юрьи Патракиевич черного бору прошати, и новгородци даша князю черный бор, и выиха из Новагорода князь Юрьи Патрикиевич».
Вопрос об этом налоге поднимается во время Яжелбицких переговоров Москвы и Новгорода, он сформулирован в московской грамоте договорного комплекса документов 1456 года: «А коли приведется взяти князем великим черный бор, а нам дати чернои бор по старине».
В 1461 году «той же зимы даша Новгородци князю великому Василью Васильевичю на хрестьянах черный бор». К этому свидетельству летописи В. Л. Янин привязывает документ, наиболее полно регламентирующий взимание чёрного бора: новгородскую вечевую грамоту о предоставлении на год чёрного бора с Новоторжских волостей великому князю (ранее она датировалась интервалом между 1448 и 1461 годами).
Последний раз чёрный бор встречается в Псковской первой летописи под 1471 годом в описании результатов коростынской победы Ивана III над Новгородом: «князь же великой тако у нареченого владыке Новгородского, и у посадников Новогородских, и у тысяцких, и у всего Великого Новагорода вси своя что ни буди старины поимал, или город, или волости, или бор черный, а еще сверх того на них 17 тысящь рублев копейного прикончал, ино владычня ради челобитья тысячю отдал, а 16 тысящь то вся Новгородцем отправити к своему государю великому князю».

### Первичные источники
- Грамота Великого Новгорода о предоставлении на год «чёрного бора» с Новоторжских волостей великому князю Василию Васильевичу // Грамоты Великого Новгорода и Пскова / Под ред. С. Н. Валка. — М.—Л.: Издательство Академии наук СССР, 1949. — 409 с. — 3000 экз.

### Вторичные источники
- Бор черный // Энциклопедический словарь Брокгауза и Ефрона : в 86 т. (82 т. и 4 доп.). — СПб., 1890—1907.
- Бор черный // Больница — Буковина. — М. : Советская энциклопедия, 1927. — Стб. 132. — (Большая советская энциклопедия : [в 66 т.] /  гл. ред. О. Ю. Шмидт ; 1926—1947, т. 7).
- Чёрный бор : [арх. 29 сентября 2022] // Большая российская энциклопедия : [в 35 т.] / гл. ред. Ю. С. Осипов. — М. : Большая российская энциклопедия, 2004—2017.
- Янин В. Л. «Чёрный бор» в Новгороде XIV—XV вв. // Куликовская битва в истории и культуре нашей Родины: Материалы юбилейной научной конференции. — М.: Издательство МГУ, 1983. — С. 98—107. Архивировано 24 сентября 2019 года.